# Sinagoga Ben Ezra

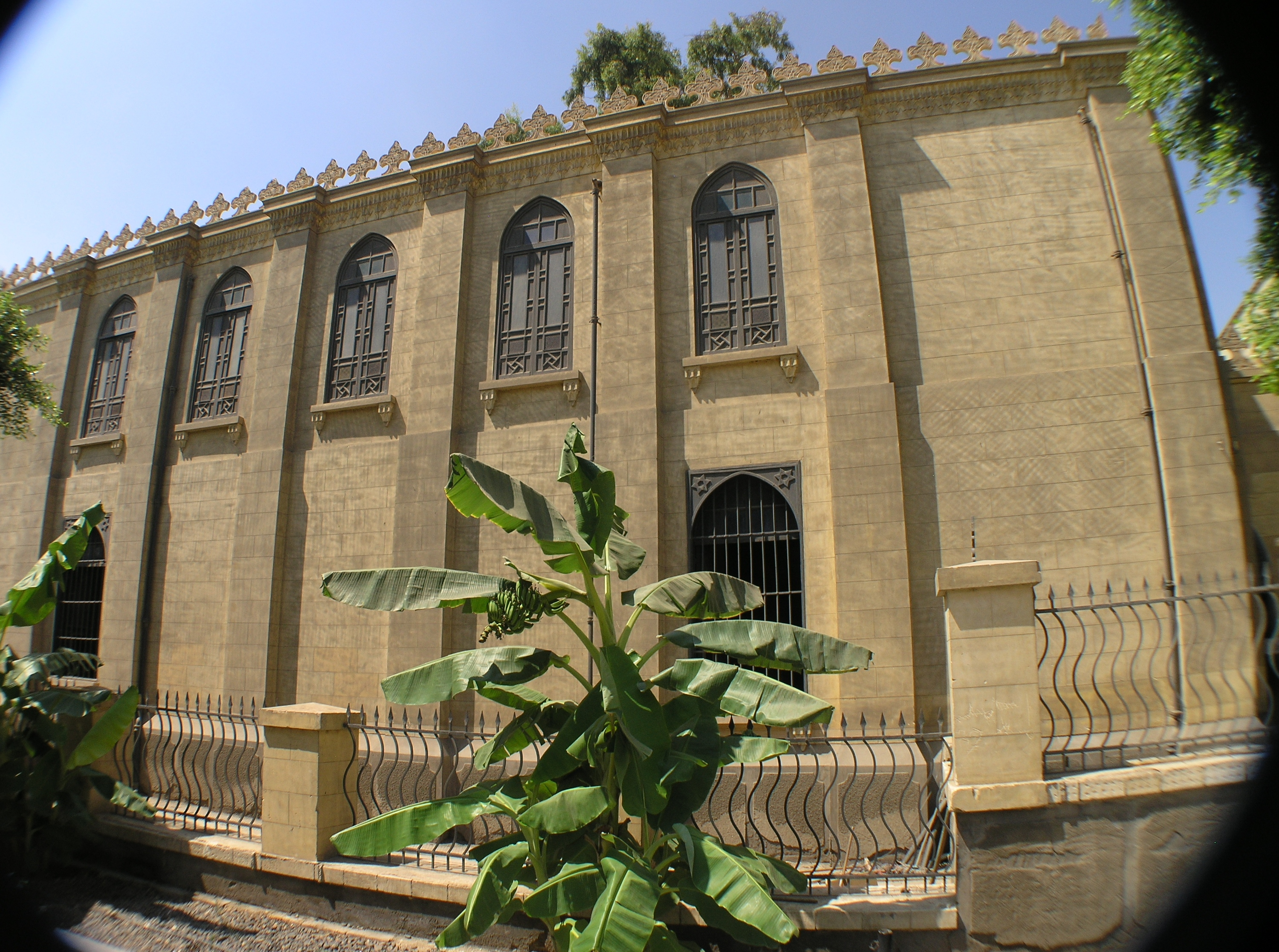
Sinagoga Ben Ezra

La sinagoga Ben Ezra (in ebraico בית כנסת בן עזרא‎?; in arabo معبد بن عزرا‎?, Maʿbad ben ʿIzrā), talvolta chiamata sinagoga al-Geniza (ebraico בית כנסת אל גניזה), è situata nella Cairo copta (Egitto).
Secondo la tradizione locale, essa sorge sul sito dove il piccolo Mosè fu ritrovato.

Nel 1115, il rabbino Abraham ibn ‛Ezra venne da Gerusalemme in Egitto e si recò suoi luoghi dove la tradizione diceva che Mosè e Geremia prima di lui, avessero pregato. Chiese allora al patriarca copto Alessandro 56° che la sinagoga locale fosse restituita alla comunità ebraica e il patriarca lo informò che le autorità fatimidi pretendevano la cospicua cifra di 20 000 dinar annui L'accordo, malgrado una cifra oggettivamente esagerata, fu raggiunto.
Si tratta della sinagoga nella cui geniza è stato trovato nel XIX secolo un tesoro documentario di 200.000 fogli, foglietti e frammenti di manoscritti in caratteri ebraici, arabi e in lingua giudeo-araba, per lo più cartacei, dimenticati e sfuggiti al rituale interramento. Tale tesoro è stato a suo tempo portato a Cambridge per iniziativa di Solomon Schechter (andando a costituire la Taylor-Schechter Collection), ma una parte dei documenti è stato poi accolto anche nella Università di Princeton. Su di essi ha compiuto i suoi fondamentali studi, tutt'altro che esaustivi vista la mole immensa della documentazione, il grande orientalista Shlomo Dov Goitein, affiancato da Jacob Lassner, a lui legato scientificamente, per quanto sia improprio definirlo un suo discepolo stricto sensu.